# Luxemburgische Badmintonmeisterschaft 2014
Die Luxemburgische Badmintonmeisterschaft 2014 fand vom 8. bis zum 9. Februar 2014 in Düdelingen statt. 

## Medaillengewinner
| Disziplin    | Gold                              | Silber                          | Bronze                              |
| ------------ | --------------------------------- | ------------------------------- | ----------------------------------- |
| Herreneinzel | Robert Mann                       | Eric Solagna                    | Yves Hoffmann                       |
| Herreneinzel | Robert Mann                       | Eric Solagna                    | Mike Vallenthini                    |
| Dameneinzel  | Stefka Hargiono                   | Myriam Havé                     | Claudine Barnig                     |
| Dameneinzel  | Stefka Hargiono                   | Myriam Havé                     | Lisa Hariati                        |
| Herrendoppel | Mathieu Serebriakoff Eric Solagna | Akis Thomas Mike Vallenthini    | Philippe Hengen Georges Johaentges  |
| Herrendoppel | Mathieu Serebriakoff Eric Solagna | Akis Thomas Mike Vallenthini    | Yves Hoffmann Daniel Kirschenbilder |
| Damendoppel  | Myriam Havé Elena Nozdran         | Claudine Barnig Stefka Hargiono | Monia Giacometti Marie Goedert      |
| Damendoppel  | Myriam Havé Elena Nozdran         | Claudine Barnig Stefka Hargiono | Lisa Hariati Dominique Schummer     |
| Mixed        | Mike Vallenthini Myriam Havé      | Eric Solagna Claudine Barnig    | Luc Heischbourg Annick Weides       |
| Mixed        | Mike Vallenthini Myriam Havé      | Eric Solagna Claudine Barnig    | Akis Thomas Stefka Hargiono         |